# Lüneburger SK Hansa
Der Lüneburger SK Hansa (abgekürzt LSK Hansa oder kurz LSK) ist ein Fußballverein aus der niedersächsischen Hansestadt Lüneburg. Der Verein wurde im Frühjahr 2008 für den geplanten Zusammenschluss der Fußballabteilungen der beiden Vereine Lüneburger SK und Lüneburger SV unter dem Namen FC Hansa Lüneburg gegründet und am 1. Juni 2011 in Lüneburger Sport-Klub Hansa von 2008 e. V. umbenannt.

## Geschichte
Der damalige Oberligist Lüneburger SK war nach dem Abstieg aus der damals drittklassigen Regionalliga Nord 2001 in finanzielle Schwierigkeiten geraten, die schließlich 2002 in die Eröffnung eines Insolvenzverfahrens mündeten. Zur Sanierung des überschuldeten Vereins suchte der Vereinspräsident Manfred Harder nach geeigneten Partnern. Nach dreimonatigen Verhandlungen verständigte er sich im Frühjahr 2008 mit dem Präsidium des Bezirksligisten Lüneburger SV auf die Gründung des FC Hansa Lüneburg. Zur Saison 2008/09 traten dem neuen Verein die Fußballabteilungen beider Vereine vollständig bei. Der FC Hansa Lüneburg übernahm den Startplatz des Lüneburger SK in der Oberliga Niedersachsen Ost und dessen Teilnahmeberechtigung an der 1. Hauptrunde im DFB-Pokal 2008/09. Dort traten die Lüneburger gegen den VfB Stuttgart an und verloren mit 0:5. In der Oberliga Niedersachsen belegte der Verein in seiner Premierensaison den vierten Platz. In der Saison der Fußball-Oberliga Niedersachsen 2013/14 wurde der LSK Meister und spielte somit seit der Saison 2014/15 wieder in der viertklassigen Fußball-Regionalliga Nord.
In der Saison 2017/18 trat der Lüneburger SK Hansa abermals im DFB-Pokal an. Wiederum scheiterte der Verein in der 1. Hauptrunde. Bei der 1:3-Niederlage gegen den Bundesligisten 1. FSV Mainz 05 gelang Mittelfeldspieler Felix Vobejda jedoch der erste Treffer der Lüneburger in der Pokalgeschichte. In der Saison 2018/19 gelang der Klassenerhalt erst nach gewonnener Relegation gegen Eintracht Northeim. Drei Jahre später stiegen die Lüneburger aus der Regionalliga ab und wurden in der folgenden Oberligasaison 2022/23 in die Landesliga Lüneburg durchgereicht. Dort wurde die Mannschaft in der Saison 2023/24 Vizemeister hinter dem FC Verden 04, bevor 2025 der Wiederaufstieg in die Oberliga Niedersachsen gelang.

## Spielstätten

### Stadion Wilschenbruch (1905–2014)
Lage: 53° 14′ N, 10° 25′ O
Von 1905 bis 2014 war die Heimstätte des LSK – und seiner Vorgängervereine – das Stadion am Wilschenbruch im gleichnamigen Lüneburger Stadtteil Wilschenbruch. Am 23. März 2014 wurde das letzte Spiel in dem Stadion abgepfiffen. Die Anlage wurde in der Folgezeit abgerissen und mit 23 Einfamilienhäusern bebaut.

Hauptplatz des ehemaligen Stadion Wilschenbruch

### Wechselnde Spielstätten

#### Sportanlage des TSV Bardowick (2014–2017)
Lage: 53° 18′ N, 10° 24′ O
Im Zuge der Aufgabe des Stadions Wilschenbruch wurden Übergangsweise alle Heimspiele zwischen dem 1. April 2014 bis zum 10. Mai 2017 im nahe gelegenen Bardowick auf der Anlage des dortigen TSV Bardowick ausgetragen.

#### Sportanlage Sülzwiesen des VfL Lüneburg (2017–2019)
Lage: 53° 15′ N, 10° 24′ O
Seit Mitte 2017 finden die Heimspiele wieder in Lüneburg statt. Da der LSK weiterhin nicht über eine eigene Sportanlage verfügt, finden die Spiele auf der Sportanlage Sülzwiesen statt, die die Heimat des VfL Lüneburg ist. Mit dem Ende der Spielzeit 2018/19 verlässt der LSK die Sülzwiesen wieder.

#### Sportanlage Jahnstadion des TuS Neetze (2019–2023)
Lage: 53° 16′ N, 10° 38′ O
Ab der Saison 2019/20 wird der LSK seine Heimspiele im östlich von Lüneburg gelegenen Ort Neetze austragen. Dort treten sie für zwei Jahre im Jahnstadion des TuS Neetze für Pflichtspiele an.

#### Sportanlage Sülzwiesen der VfL Lüneburg (ab 2023)
Ab dem Start der Saison 2023/2024 trägt der Lüneburger SK seine Heimspiele wie bereits von 2017 bis 2019 in der Sportanlage Sülzwiesen aus.

## Name

Logo zwischen 2008 und 2011 als FC Hansa Lüneburg

Für den Namen des neugegründeten Fußballklubs zeichneten Teammanager Christos Dovas und der Präsident des Lüneburger SK Manfred Harder verantwortlich, die sich in Dovas’ Gastronomiebetrieb auf FC Hansa Lüneburg festlegten. Der Name verweist auf Lüneburgs Vergangenheit in der Hanse. Seit 2007 ist Lüneburg auch offiziell wieder eine Hansestadt. Nachdem es in Leserbriefen zu ersten kritischen Äußerungen bezüglich des Vereinsnamens kam, besonders aufgrund der Analogie zu Hansa Rostock, führte die Landeszeitung für die Lüneburger Heide im Februar 2008 eine Umfrage durch, an der sich mehr als 700 Leser beteiligten. Mit 59 Prozent der Stimmen lehnte die Mehrheit der Teilnehmer den Namen FC Hansa ab, 33 Prozent der mitwirkenden Leser hielten ihn für passend und acht Prozent verzichteten auf eine Festlegung. Auf der Mitgliederversammlung am 27. September 2010 wurde beschlossen, dass der FC Hansa ab 1. Juli 2011 offiziell „Lüneburger Sport-Klub Hansa von 2008 e. V.“, abgekürzt Lüneburger SK heißen wird.

## Personalien
- Mohamed Aidara (zuletzt Næstved BK)
- Braydon Manu (aktuell SV Darmstadt 98)
- Patrick Posipal (aktuell VfB Oldenburg)
- Gōson Sakai (aktuell FV Illertissen)
- Utku Şen (aktuell Adanaspor)
- Kwasi Okyere Wriedt (aktuell Holstein Kiel)
- Rainer Zobel (als Trainer von 2017 bis 2019)